# Giovanni di Turino
Giovanni di Turino (né v. 1384 à Sienne et mort dans la même ville v. 1455) est un orfèvre et un sculpteur italien de l'école siennoise du Quattrocento qui aurait été actif entre 1414 et 1455.

## Œuvres
- Naissance de saint Jean-Baptiste et trois statuettes des figures allégoriques des Vertus : Justice, Charité et Providence (1431),  bronzes des fonts baptismaux du Baptistère San Giovanni, dôme de Sienne
- Madone du Magnificat (1420), bois polychrome, Église Sant'Agostino (Sienne)
- Lupa senese, exposée du 26 mars au 11 juillet 2010 au Museo Civico  du Palazzo Pubblico[1]
- Vierge de l'Annonciation, musée du Petit Palais de Paris[2]

## Sources
- Web Gallery of Art